# Ann-Beth Solvang
Ann-Beth Solvang (* vor 1996 in Stavanger) ist eine norwegische Opernsängerin (Mezzosopran).

## Leben
Ann-Beth Solvang besuchte bis 1996 den Musikzweig der weiterführenden Schule Lundehaugen videregående skole in Sandnes, einer Stadt südlich von Stavanger. Von 1996 bis 2000 studierte sie am Rogaland Musikkonservatorium in Stavanger und wechselte dann auf die Staatliche Norwegische Opernhochschule in Oslo, die sie 2004 mit dem Diplom verließ. Im selben Jahr erreichte sie das Semifinale des Hans-Gabor-Belvedere-Gesangswettbewerbs in Wien. Sie debütierte als Mercédès in Carmen an der Osloer Oper. 2005 war sie Semifinalistin im Internationalen Königin-Sonja-Musikwettbewerb, in der nationalen Wertung („Dronning Sonjas Nasjonale Musikkonkurranse“) erreichte sie dort den zweiten Platz. Solvang besuchte Meisterkurse u. a. bei Grace Bumbry, Elisabeth Söderström und Elizabeth Connell.
Von 2006 bis 2008 war Ann-Beth Solvang mit einem Stipendium der Körber-Stiftung Mitglied im Internationalen Opernstudio der Hamburgischen Staatsoper, in dem in Zusammenarbeit mit der Hamburger Musikhochschule ausgebildete Nachwuchssänger im Rahmen des laufenden Repertoirebetriebs fortgebildet werden. In der Spielzeit 2008/09 wurde sie in das Ensemble der Staatsoper übernommen, das sie zum Ende der Spielzeit 2010/2011 wieder verließ.
Zu ihrem Repertoire gehören u. a. die die Flosshilde aus dem Ring, die Suzuki aus Madama Butterfly, die Diana aus Iphigénie en Tauride, die Mary aus dem Fliegenden Holländer und die Hosenrollen des Cherubino aus Figaros Hochzeit sowie des Hänsel aus Hänsel und Gretel.